# Gilnockie Tower
Gilnockie Tower est une maison-tour du XVIe siècle située au hameau de Hollows, à 2,3 km au nord de Canonbie, au sud-ouest de l’Écosse. La tour est située sur la rive ouest de la Rivière Esk. Elle était à l'origine nommée Hollows Tower. Gilnockie Castle est un site distinct mais proche.

## Histoire
Hollows fut construit vers 1520 par Johnnie Armstrong, un hors-la-loi qui opérait sur la frontière anglo-écossaise, et par son frère cadet Thomas Armstrong de Mangerton. En 1528, la tour fut brûlée par Sir Christopher Dacre, un anglais, Préfet des Marches de l'Ouest.
La tour fut reconstruite, mais fut plus tard ré-abimée par les raids anglais en 1540. Puis furent rajouté un parapet, et une balise sur le pignon.

## La tour
Glinockie Tower est une maison tour composée de 4 étages et un grenier, elle mesure 10 mètres sur 7,6 à sa base. Les fondations contiennent une cave voûtée, dotée d'embrasures au sud, à l'ouest et au nord. Un escalier en spiral dans le coin nord-ouest mène à l'étage supérieur, débouchant dans le hall. Les corbeaux au sommet du mur prouvent l'existence d'un ancien parapet. On peut aussi noter la présence d'une balise au sommet de l'édifice.
La partie la plus vieille de l'édifice est une large pierre près de l'entrée du sous-sol. Des sculptures en spirales et un symbole semblable à une clé semblent datés du 2e millénaire av.JC, les pierres ont été réutilisées comme dallage.

## le château de Gilnockie

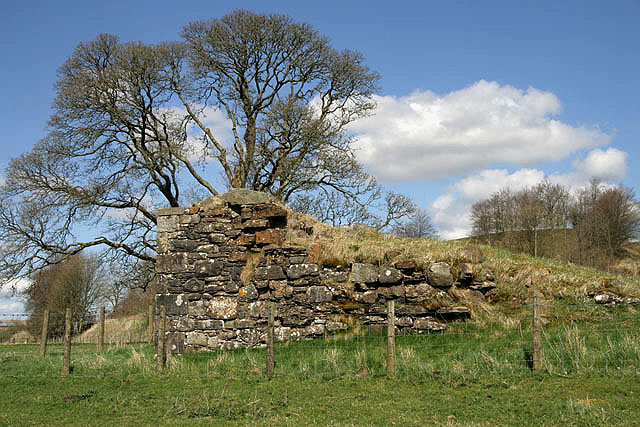
Ruines de Mangerton Tower

Le site connu comme le château de Gilnockie se situe près de Canonbie à l'est de Gilnockie Bridge. Aujourd'hui, il ne subsiste qu'un terrassement, et des doutes persistent quant à l'existence d'une tour. Il est néanmoins possible qu'une ancienne tour ait été érigée ici avant 1528.

### Restauration
En 1978, la tour était une ruine sans toit quand elle fut achetée par le Major T.C.R Armstrong-Wilson, qui entreprit une rénovation complète. Le toit fut reconstruit ainsi que les quatre étages. D'authentiques portes en chêne furent placées dans toutes les pièces. L'intérieur fut plâtré, et on ajouta l'eau et l'électricité. La tour est classée sur la listed Building dans la catégorie A, et tous les travaux furent supervisé par le département écossais des monuments anciens. La tour accueille désormais le centre culturel du clan Armstrong.